# Compsothespis
Compsothespis es un género de mantis de la familia Mantidae.

## Especies
Las especies de este género son:
- Compsothespis abyssinica
- Compsothespis anomala
- Compsothespis australiensis
- Compsothespis brevipennis
- Compsothespis cinnabarina
- Compsothespis ebneri
- Compsothespis falcifera
- Compsothespis hispida
- Compsothespis kilwana
- Compsothespis marginipennis
- Compsothespis michaelseni
- Compsothespis natalica
- Compsothespis occidentalis
- Compsothespis zavattarii